# Bai T. Moore
Bai Tamia Johnson Moore (n. 12 octombrie 1916 – d. 10 ianuarie 1988, Monrovia, Liberia) a fost un poet, romancier și folclorist liberian.